# Nederlandse kampioenschappen schaatsen afstanden 2010 - 1500 meter vrouwen
De 1500 meter vrouwen op de Nederlandse kampioenschappen schaatsen afstanden 2010 werd gehouden op zondag 1 november 2009. Er waren vijf plaatsen te verdelen voor de Wereldbeker schaatsen 2009/10. Titelverdedigster was Paulien van Deutekom die de titel pakte tijdens de Nederlandse kampioenschappen schaatsen afstanden 2009.

## Statistieken

### Uitslag
| #      | Schaatser              | Tijd       |
| ------ | ---------------------- | ---------- |
| Goud   | Annette Gerritsen      | 1.58,69    |
| Zilver | Ireen Wüst             | 1.58,93    |
| Brons  | Diane Valkenburg       | 1.59,29    |
| 4      | Margot Boer            | 1.59,54    |
| 5      | Natasja Bruintjes      | 1.59,69    |
| 6      | Elma de Vries          | 2.00,21    |
| 7      | Lotte van Beek         | 2.00,31 PR |
| 8      | Laurine van Riessen    | 2.00,50    |
| 9      | Yvonne Nauta           | 2.00,79 PR |
| 10     | Marrit Leenstra        | 2.00,96    |
| 11     | Ingeborg Kroon         | 2.01,31    |
| 12     | Linda de Vries         | 2.01,53 PR |
| 13     | Roxanne van Hemert     | 2.01,66    |
| 14     | Annouk van der Weijden | 2.01,73    |
| 15     | Jorien Voorhuis        | 2.01,77    |
| 16     | Linda Bouwens          | 2.02,20 PR |
| 17     | Rixt Meijer            | 2.02,95 PR |
| 18     | Janneke Ensing         | 2.03,49    |
| 19     | Marije Joling          | 2.04,49    |
| 20     | Cindy Vergeer          | 2.05,38    |
| 21     | Paulien van Deutekom   | 2.07,68    |
| -      | Marit Dekker           | DNS        |

### Loting
| Rit | Binnenbaan             | Buitenbaan          |
| --- | ---------------------- | ------------------- |
| 1   | Annouk van der Weijden | Ingeborg Kroon      |
| 2   | Rixt Meijer            | Linda de Vries      |
| 3   | Cindy Vergeer          | Marit Dekker        |
| 4   | Margot Boer            | Lotte van Beek      |
| 5   | Natasja Bruintjes      | Linda Bouwens       |
| 6   | Yvonne Nauta           | Annette Gerritsen   |
| 7   | Janneke Ensing         | Marije Joling       |
| 8   | Paulien van Deutekom   | Ireen Wüst          |
| 9   | Diane Valkenburg       | Marrit Leenstra     |
| 10  | Roxanne van Hemert     | Laurine van Riessen |
| 11  | Elma de Vries          | Jorien Voorhuis     |

1987 · 
1988 · 
1989 · 
1990 · 
1991 · 
1992 · 
1993 · 
1994 · 
1995 · 
1996 · 
1997 · 
1998 · 
1999 · 
2000 · 
2001 · 
2002 · 
2003 · 
2004 · 
2005 · 
2006 · 
2007 · 
2008 · 
2009 · 
2010 · 
2011 · 
2012 · 
2013 · 
2014 · 
2015 · 
2016 · 
2017 · 
2018 · 
2019 · 
2020 · 
2021 · 
2022 · 
2023 · 
2024 · 
2025